# 7247 Robertstirling
7247 Robertstirling este o planetă minoră (asteroid), cu un diametru de 2,608 km, din centura de asteroizi. A fost descoperită pe 12 octombrie 1991 la Observatorul Siding Spring de Robert H. McNaught și a fost numită după Robert Stirling. 
Obiectul prezintă o orbită caracterizată de o semiaxă mare de 1,9169898 UAi, o excentricitate de 0,12, o înclinație de 22,92131 ° în raport cu ecliptica.